# Cerotainiops
Cerotainiops is een vliegengeslacht uit de familie van de roofvliegen (Asilidae).

## Soorten
- C. abdominalis (Brown, 1897)
- C. kernae Martin, 1959
- C. lucyae Martin, 1959
- C. mcclayi Martin, 1959
- C. omus Pritchard, 1942
- C. wilcoxi Pritchard, 1942